# Châteaubernard
Châteaubernard è un comune francese di 3 983 abitanti situato nel dipartimento della Charente, nella regione della Nuova Aquitania.

## Società

### Evoluzione demografica
Abitanti censiti

## Amministrazione

### Gemellaggi
- Durbach, Germania
- Oñati, Spagna